# Pazzino de' Pazzi
Pazzino de' Pazzi ou Pazzo di Ranieri (Florence, 1050 ? - 1113) est un chevalier croisé légendaire, fondateur de la famille Pazzi de Florence. Sa figure est liée à la fête traditionnelle de lo Scoppio del Carro (« explosion du char »).

## Biographie
Selon la tradition, Pazzino de' Pazzi a participé à la première croisade et est célèbre pour son ascension légendaire des murs de Jérusalem, effectuée à mains nues. Il serait le premier chevalier à être entré dans la ville sainte, en vainquant les musulmans qu'il trouvait sur ce tronçon de mur et en ouvrant la voie aux croisés pour conquérir la ville.
Pour le remercier de son action courageuse, Godefroy de Bouillon lui offre trois éclats de silice du Saint-Sépulcre (juillet 1099).
De retour à Florence le 16 juillet 1101, le vaillant capitaine est célébré et accueilli avec les honneurs solennels. Les trois pierres ont d'abord été conservées dans la résidence familiale, puis livrées à l'église Santa Maria Sopra a Porta près du Mercato Nuovo, rebaptisée ensuite église de San Biagio jusqu'à sa suppression en 1785. À partir du 27 mai de cette année-là, les reliques sacrées ont été définitivement transférées dans l' église voisine Santi Apostoli où elles sont encore conservées aujourd'hui.
Ces pierres ont une grande valeur symbolique pour la ville car chaque année, le jour de Pâques, elles sont utilisées pour allumer le feu qui enflamme le Brindellone lors de la fête du « Scoppio del Carro ».

## Sources
- (it) Cet article est partiellement ou en totalité issu de l’article de Wikipédia en italien intitulé « de' Pazzi Pazzino de' Pazzi » (voir la liste des auteurs).